# Fagus

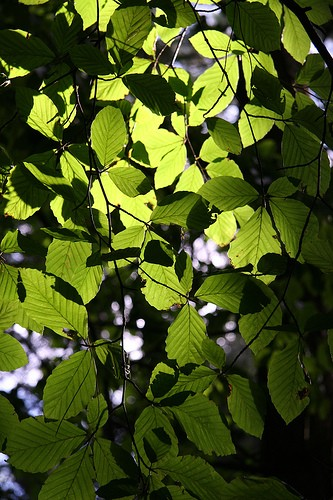
Faia europeia (Fagus sylvatica).

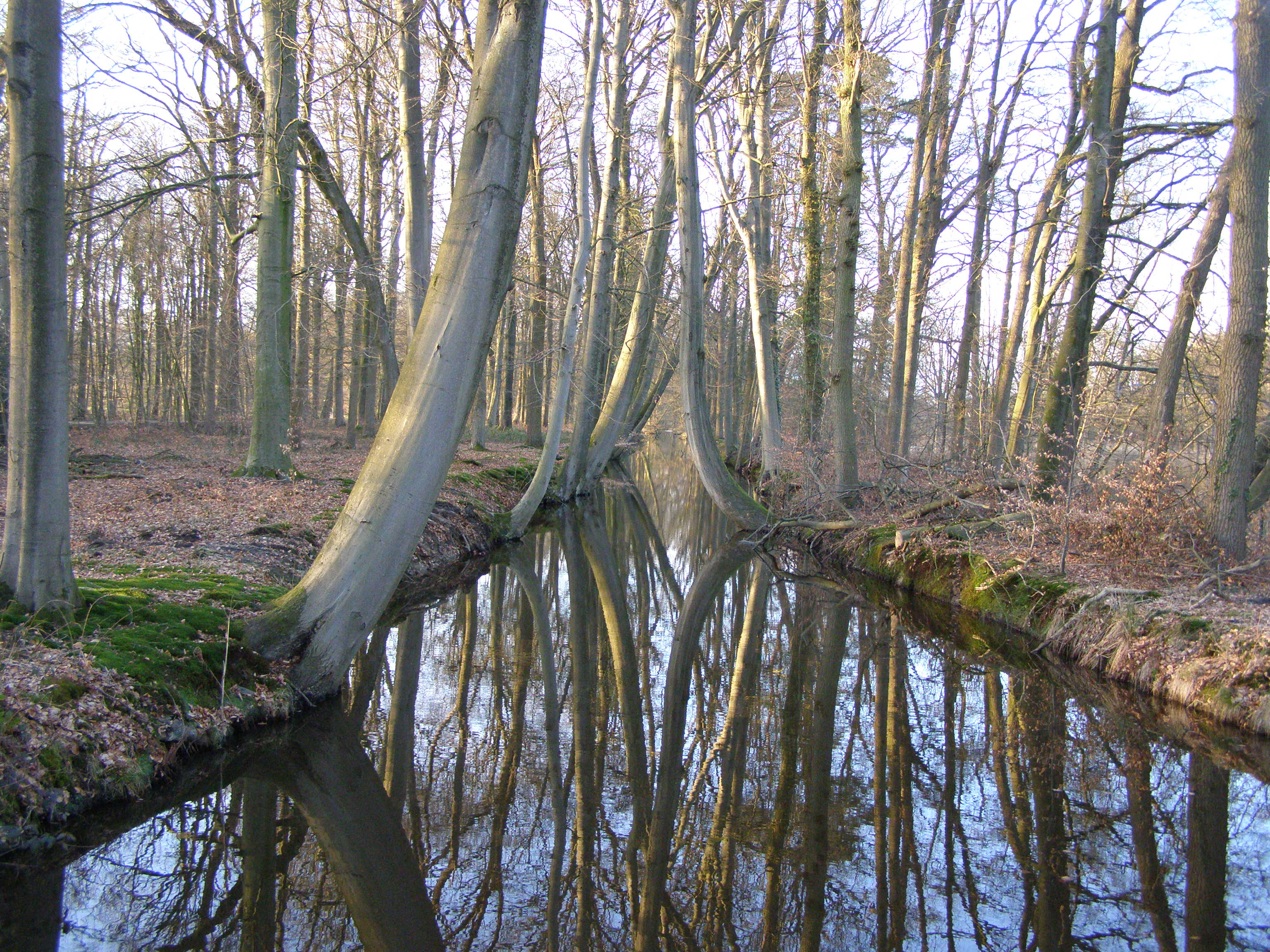
Faias (Fagus sylvatica) de troncos curvados, na margem de um canal.

Fagus L. é um género de mesofanerófitos caducifólios que agrupa 10 espécies de árvores da família das Fagaceae nativas das zonas temperadas da Europa, Ásia e América do Norte, conhecidas pelo nome comum de faia. O género é o único táxon que integra a subfamília Fagoideae da família Fagaceae.

## Descrição
As espécies do género Fagus são mesofanerófitos, nalguns casos megafanerófitos, com até 40 m de altura e trocos possantes, com folhas inteiras ou escassamente dentadas, de 5 a 15 cm de comprimento e de 4 a 10 cm de largura.
A flor é pequena e de um só sexo, polinizada pelo vento (anemofilia). Floresce na primavera, pouco depois das folhas novas terem desabrochado.
O fruto é pequeno (de 10 a 15 mm de comprimento), agrupado em pares, em cascas em forma de concha, comestível, embora amargo se cru, com alto teor de tanino. Torrado tem um sabor que lembra as avelãs.

## Taxonomia
O género foi descrito por Carolus Linnaeus e publicado em Species Plantarum 2: 997. 1753.
A etimologia do nome genérico Fagus deriva do vocábulo latino fagea, de materia fagea ("madeira de faia"), o qual assenta numa antiga raiz indo-europeia que encontra parentesco no grego antigo φηγός 'phēgós', um "tipo de carvalho".

## Espécies
O género Fagus inclui as seguintes espécies:
- Fagus crenata Bl. (sin. Fagus sieboldii Endl.) - faia-japonesa;
- Fagus engleriana;
- Fagus grandifolia Ehrh. - faia-americana;
  - Fagus grandifolia subsp. grandifolia;
  - Fagus grandifolia subsp. mexicana;
- Fagus hayatae;
- Fagus japonica;
- Fagus longipetiolata;
- Fagus lucida;
- Fagus mexicana;
- Fagus moesiaca - faia-balcânica;[5]
- Fagus orientalis - faia-oriental;
- Fagus sylvatica L. - faia comum;
  - Fagus sylvatica tortuosa;
  - Grupo de Fagus sylvatica 'Pendula' - faia-chorão;
  - Grupo de Fagus sylvatica 'Purpurea' - faia-púrpura.

## Classificação lineana do género
| Sistema | Classificação                     | Referência               |
| ------- | --------------------------------- | ------------------------ |
| Linné   | Classe Monoecia, ordem Polyandria | Species plantarum (1753) |

## Galeria

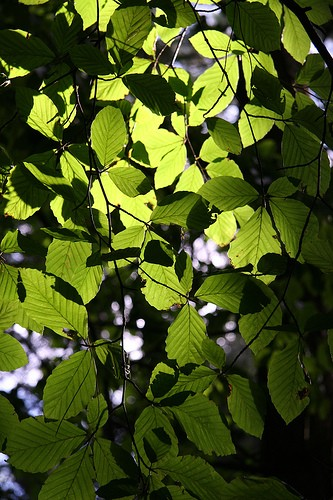
Folhas da faia-europeia
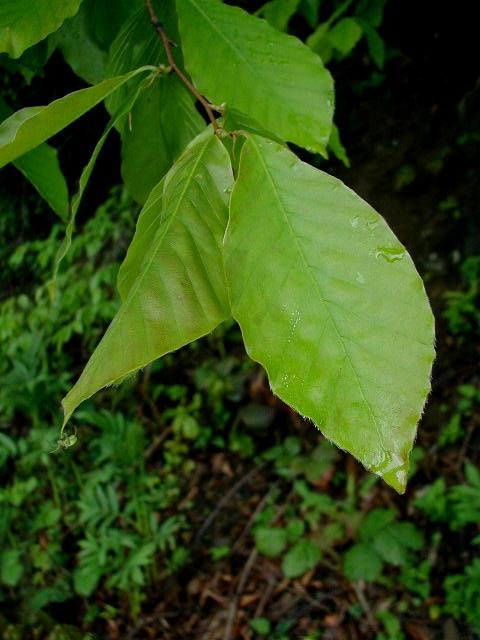
Folhas da faia-oriental
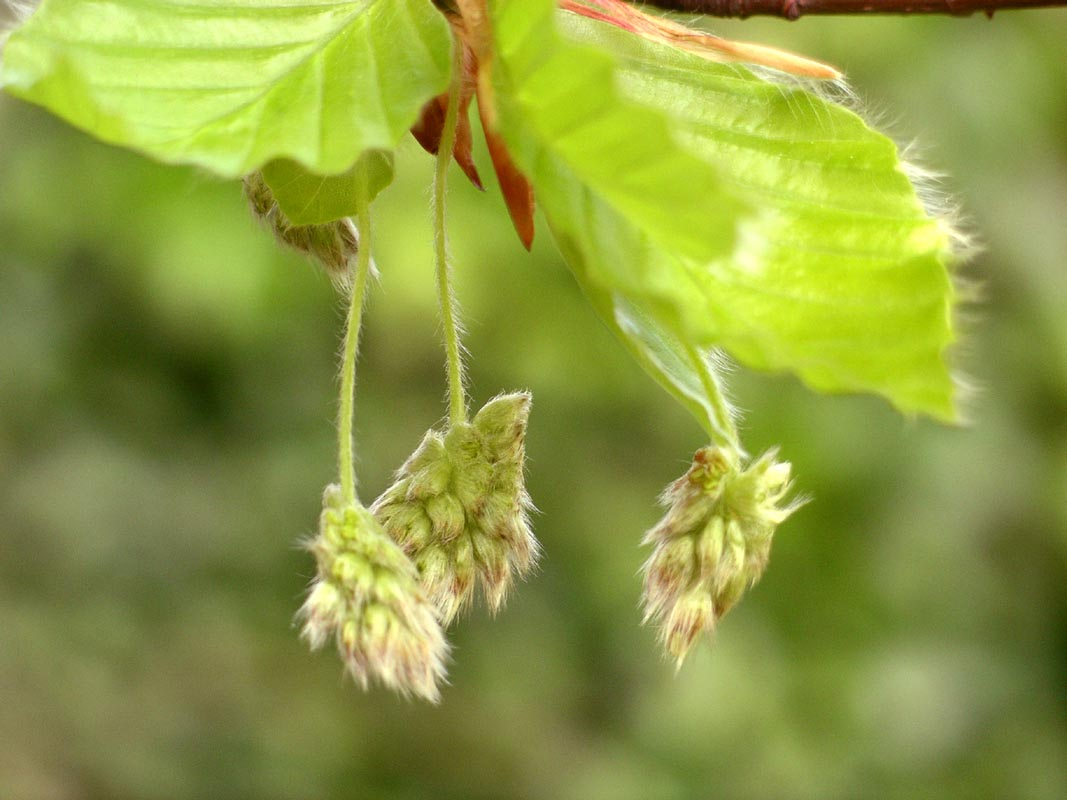
Flores da faia-europeia
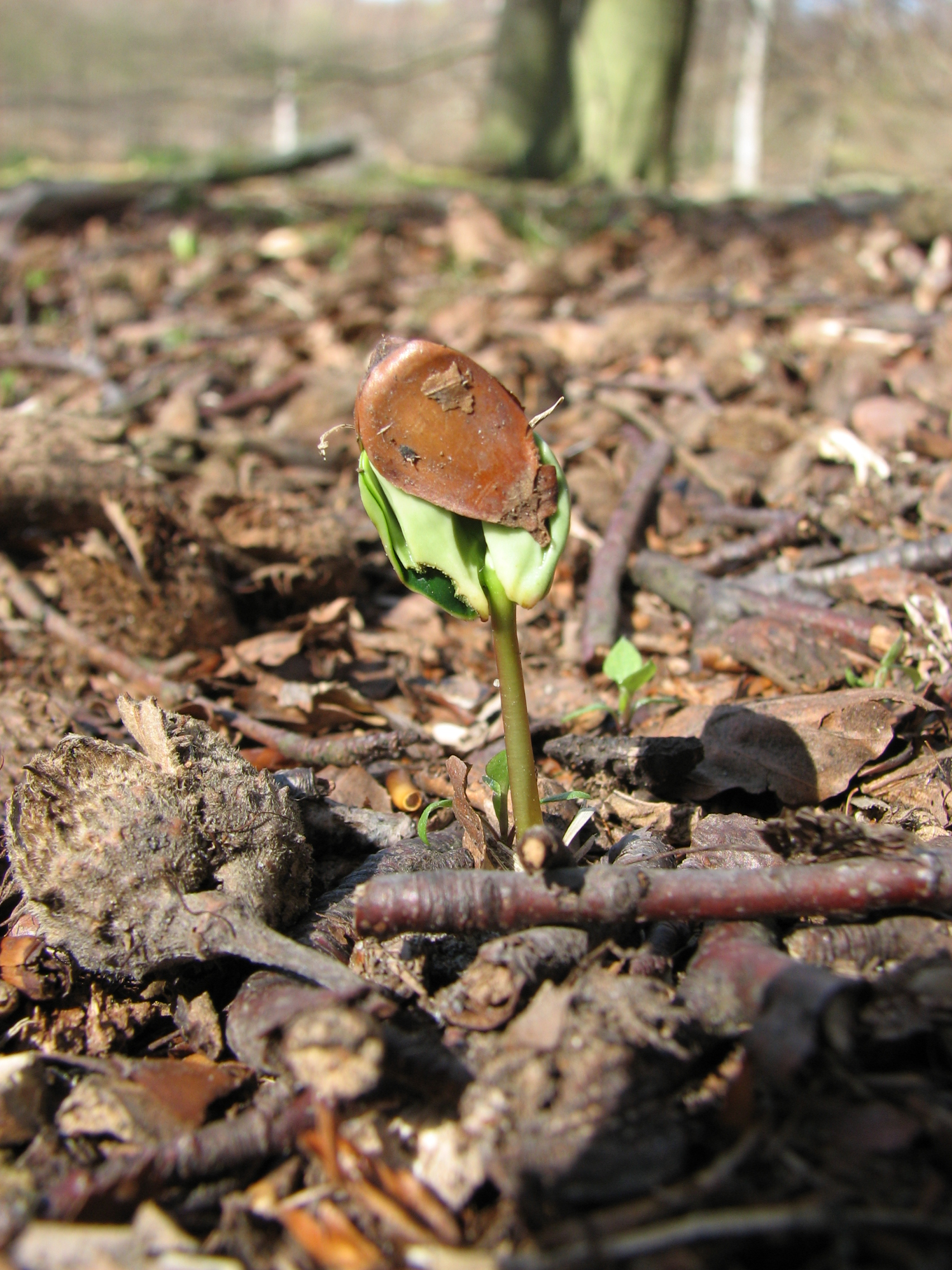
Semente de faia